# فرهاد مشیری
فرهاد مشیری (۱۳۴۲ – ۲۷ تیر ۱۴۰۳) نقاش ایرانی بود. وی نخستین هنرمند اهل خاورمیانه بود که کار او در سال ۲۰۰۸ به قیمتی بیش از یک میلیون دلار به فروش رسید. فرهاد مشیری در سال ۲۰۱۲ در فهرست ۵۰۰ هنرمند برتر جهان قرار گرفت.

## زندگی
فرهاد مشیری در سال ۱۳۴۲ در شیراز زاده شد. پدر او مالک چند سینما در شیراز بود و او از نوجوانی به سینما و هنر علاقه‌مند شد. او در سال ۱۳۵۸ به ایالات متحده رفت و در حومه لس آنجلس ساکن شد. وی در آنجا تحصیلات مقدماتی را به پایان برد و در سال ۱۳۶۰ در مؤسسه هنرهای کالیفرنیا مشغول به تحصیل شد. او پس از ۱۲ سال اقامت در ایالات متحده، در سال ۱۳۶۸ به ایران بازگشت و از آن پس به کار تهیه و تولید پویانمایی رایانه‌ای و کتاب برای کودکان به سفارش سازمان یونیسف پرداخت. او در لواسان زندگی و کار می کرد.
فرهاد مشیری، در سال ۱۳۷۸ با الهام از خُم‌ها و کوزه‌های سفالینی که در شیراز دیده بود، یک سلسله نقاشی کشید که بعدها به نقاشی‌های کوزه معروف شدند. این آثار، نقاشی‌های مینی‌مالیستی از کوزه‌های سفالین در بوم‌های بزرگ، تخت و با پس‌زمینه‌هایی تک‌رنگ بودند که به روی نقش سطح کوزه‌ها، کلمات یا عباراتی ساده چون عشق، گذشته، گذشته است یا فقط من در قالب خطاطی و خوشنویسی ایرانی، با مرکب و رنگ و حروف درشت حک شده بود. این آثار مورد توجه هنر دوستان و منتقدان هنر قرار گرفت. نمونه دیگر استفاده مشیری از شمایل‌های جهانی را می‌توان در نقاشی قالیچه پرنده (۱۳۸۶) یافت که با قیمت بی‌سابقه‌ای در حراجی کریستیز به فروش رفت. همچنین در سال ۱۳۹۲ تابلوی باغ مخفی او در یک حراجی در شهر دبی به قیمت ۹۸۷٬۷۵۰ دلار به فروش رفت.
علاقه مشیری به کیچ و پاپ آرت در کارهای او قابل مشاهده است. منشأ بسیاری از المان‌های بصری مورد استفادهٔ مشیری را پویانمایی‌ها، فیلم‌ها، داستان‌های مصور، کتاب‌های کودکان و آگهی‌های تبلیغاتی تشکیل می‌دهند. استفاده وی از عباراتی از شعرهای کلاسیک، سریال‌های آبکی و آهنگ‌های پاپ، مرز میان هنر و کلیشه را در آثار او کمرنگ کرده است. مشیری با انتخاب تصاویری با منشأ دوپهلو که هم به فرهنگ عامهٔ ایرانی و هم آمریکایی اشاره دارد در واقع نگاه پیچیده‌ای به تعریف هویت فرهنگی  ایرانیان است.
اثر فقط تو در هشتمین حراج تهران در دی ۱۳۹۶ به مبلغ یک میلیارد تومان به فروش رفت. فقط تو دو کوزه، هر یک به ابعاد ۱۰۰×۱۳۲ سانتی‌متر است. یکی به رنگ تیره و نمادی از تنهایی، غم و اندوه است که بر پیکر آن واژه «فقط» به رنگ سیاه نقش بسته و کوزه دیگر به رنگ روشن، نمادی از عشق، شادی و دوستی که بر آن واژه «تو» به رنگ سفید نوشته شده است. این دو کوزه مکمل یکدیگرند و در عین حال گویای سیری عاشقانه از «خود» به «دیگری» است. همچنین اثر خوابم یا بیدارم از مجموعه نقاشی‌های کوزه در دوازدهمین حراج تهران ویژه هنر معاصر ۲۷ دی ۱۳۹۸ در هتل پارسیان آزادی، با قیمت ۱ میلیارد و ۶۰۰ میلیون تومان به فروش رفت.
استفاده مشیری از مواد گرانقیمتی مانند مهره، مروارید، کریستال‌های گران‌قیمت سواروفسکی در کنار اشیاء روزمره و خم‌ها و کوزه‌های سفالی، چاقو، و بررسی طنزآمیز و انتقادی از کلمات و عبارات، و توانایی وی در ترکیب پاپ آرت، کیچ و هنر مفهومی کارهای را منحصر به فرد می‌کنند. آثار مشیری بیننده را به مکاشفه وا می‌دارند.
در تیر ۱۴۰۳ اثری از او به نام شماره‌های سیاه روی سفید به قیمت ۱۱ میلیارد و ۲۰۰ میلیون تومان به فروش رفت.

## درگذشت
فرهاد مشیری در ۲۷ تیر ۱۴۰۳ در پی سکته قلبی در لواسان درگذشت.

## نمایشگاه‌ها
نمایشگاه‌های انفرادی
- رم، نیویورک، دوبی ۲۰۰۴
- سوییس، لندن ۲۰۰۳[۸]
- پیتسبورگ، موزه وارهول ۲۰۱۷[۴]

نمایشگاه‌های گروهی
- نیویورک، اوما، گوتنبرگ، اسلو، تالین (۲۰۰۵)
- برلین، بارسلونا، ژنو، مونیخ، نیویورک (۲۰۰۴)
- مادرید، بارسلونا، شارجه، سوئد، بوستون (۲۰۰۳)
- گالری شمارهٔ ۱۳ خیابان ونک، تهران ۱۳۸۱
- گالری شمارهٔ ۱۳ خیابان ونک، تهران ۱۳۸۰
- دوسالانهٔ نقاشی تهران، موزهٔ هنرهای معاصر تهران، ۱۳۷۲
- نمایشگاه نقاشی، گالری دروثی گلدین، لوس آنجلس ۱۳۶۸
- چیدمان چهار صدایی، لوس آنجلس ۱۳۶۴[۸]